# Faro di Vallauris
Il faro di Vallauris è un faro situato presso Vallauris, località della Costa Azzurra in Francia.

## Storia
Nel 1886 si decise di erigere un faro per rendere più sicuro ed agevole l'accesso al golfo Juan.
Un primo faro di 17 metri d'altezza venne edificato in riva al mare nel 1900. Il terreno sabbioso collocato in fondo al vallone di Barraya su cui vennero posate le sue fondamenta, tuttavia, mal sostenne la mole del faro, che presto iniziò a inclinarsi in maniera inquietante.
Così, nel 1922, si prese la decisione di sostituire il faro, costruendone uno nuovo sulla collina di Vallauris. L'atto formale del ministero è datato 25 ottobre 1922. I lavori si svolsero tra il 1923 e il 1927 seguendo il progetto degli ingegneri Bareste e Bardot.
Il faro è riconosciuto come monumento storico dal 19 settembre 2012.

## Descrizione
Il faro si presenta sotto la forma di una torre piramidale a pianta quadrata con rivestimento in pietra. L'edificio è circondato da un grande terreno sul quale si trova anche la casa del guardiano.